# Diplolepis eglanteriae
Diplolepis eglanteriae är en stekelart som först beskrevs av Hartig 1840.  Diplolepis eglanteriae ingår i släktet Diplolepis, och familjen gallsteklar. Enligt den finländska rödlistan är arten otillräckligt studerad i Finland. Arten är reproducerande i Sverige. Artens livsmiljö är hagmarker och lövängar.